# NcFTP
NcFTP är en FTP-klient för UNIX med öppen källkod. Den var när den kom 1990 det första alternativet till UNIX standardprogram, ftp, för ftp-överföringar, och innehåller ett antal extra funktioner och är mer lättanvänt. NcFTP är CLI-baserat och har därmed inget grafiskt gränssnitt, utan visas helt i textläge. Det går att använda på ett flertal plattformar.
Programmet gav ofta användaren en första kontakt med funktioner som bokmärken, automatisk användning av binära överföringar, dynamiska överföringsmätare, automatiska anonym-inloggningar, rekursiv nedladdning, att fortsätta misslyckade nedladdningar, "återuppringning" av servrar som inte svarar, passiva överföringar, och Tips vid uppstart.